# Franz Inselkammer (Brauer, 1902)
Franz Seraph Inselkammer (* 19. Dezember 1902 in Siegertsbrunn; † 11. August 1986 in Aying) war ein deutscher Unternehmer und Inhaber der Brauerei Aying.

## Leben
Franz Inselkammer stammte ursprünglich aus Siegertsbrunn. Die Familie Inselkammer bewirtschaftete dort seit ca. 300 Jahren einen Hof, dem später eine Gastwirtschaft und ein Sägewerk folgten. Die Gastwirtschaft im Gut Siegertsbrunn wurde 1877 von Franz Inselkammer (1838–1895) gegründet und ab 1903 von dessen Sohn Franz Severin (1865–1914), dem Vater von Franz Seraph Inselkammer, weitergeführt. Sie besteht heut noch unter dem Namen „Gasthaus von Franz Inselkammer“.
1932 heiratete Franz Inselkammer Maria Kreszenz Zehentmair (1911–2001), die Erbin der Brauerei Aying. Nach dem Tod des Vaters Zehentmair übernahm das Ehepaar 1936 die Leitung des Unternehmens.
In der Folge kaufte Franz Inselkammer 1953 die Gast- und Theaterstätte Platzl beim Münchner Hofbräuhaus. 1957 ließ er das weltweit erste Hydroautomatik-Sudwerk der Firma Steinecker installieren. 1972 baute er am Ortsrand von Aying eine neue Abfüllanlage, die in Kooperation mit der Klosterbrauerei Reutberg betrieben wird.

## Ehrungen
Franz Inselkammer wurde 1982 der Bayerische Verdienstorden für seine Lebensleistung verliehen.
Inselkammer wurde von der Gemeinde Aying mit der Ehrenbürgerwürde ausgezeichnet. Am neuen Brauereigelände ist eine Straße nach ihm benannt.

## Engagements
Zusammen mit dem Ayinger Bürgermeister Johann Mang war Inselkammer Mitinitiator der Schutzgemeinschaft Hofoldinger Forst. Ziel der Initiative war, die Errichtung des neuen Münchner Großflughafens im Süden von München zu verhindern.

## Familie
Franz und Maria Inselkammer haben drei Söhne:
- Franz Inselkammer (1935–2024) übernahm 1986 nach dem Tod seines Vaters die Brauerei seiner Eltern.
- August Inselkammer (* 1937; † 7. April 2019[5]) war seit 1967 Eigentümer und Geschäftsführer des Fertighausherstellers Isartaler Holzhaus in Holzkirchen.[6]
- Peter Inselkammer (* 1940) betrieb unter anderem das Hotel Platzl in München. Ab 1990 war er Wiesnwirt in der Armbrustschützen-Festhalle auf dem Oktoberfest, 2017 übergab er an seinen Sohn Peter jun.